# Přechodný program
Tak zvaný Přechodný program, spis Lva Trockého z roku 1938, představuje jeden z nejdůležitější programových dokumentů a politických platforem trockismu a trockistického hnutí. Spis byl přijat na zakládajícím kongresu Čtvrté internacionály 1938 poblíž Paříže.
Text vychází ze zjištění, že dělnická třída v důsledku desorientace vývoje minulých let nenahlíží nutnost radikálních revolučních změn, že je nutno  „najít most mezi současnými požadavky a socialistickým programem revoluce“:
„Klasická sociální demokracie, fungující v epoše progresivního kapitalismu, rozdělovala svůj program do dvou na sobě nezávislých částí: minimálního programu, jež se omezoval na reformy uvnitř buržoazní společnosti, a maximálního programu, který sliboval nahrazení kapitalismu socialismem v neurčité budoucnosti. Mezi minimálním a maximálním programem neexistoval žádný most. A vskutku sociální demokracie žádný takový most nepotřebovala, jelikož slovo socialismus se používalo pouze pro sváteční řečnění. Kominterna se vydala na cestu následování sociální demokracie, a to  v epoše úpadku kapitalismu: když obecně nemohla být ani řeč o systematických sociálních reformách a zvýšení životní úrovně mas; v době, kdy každý vážný požadavek proletariátu a dokonce každý vážný požadavek maloměšťáctva nutně přesahuje meze kapitalistických majetkových vztahů a buržoazního státu.“
Oproti tomu, argumentuje Trockij,  leží strategický úkol Čtvrté internacionály „nikoliv v reformování kapitalismu, ale v jeho svržení.“ Trockij se přitom může odvolávat na konkrétní zkušenosti v Evropě z předcházejících období, zejména pak politiku tzv. Lidové fronty:
„Velká vlna okupačních stávek ve Francii, zejména během června 1936, ukázala  jednoznačnou připravenost proletariátu svrhnout kapitalistický systém. Nicméně vedoucí organizace (socialisté, stalinisté, syndikalisté) pod praporem Lidové fronty uspěly (alespoň dočasně) v usměrnění a přehrazení tohoto revolučního proudu. […] Definitivní přechod Komunistické Internacionály (Kominterny) na stranu buržoazního pořádku, její cynicky kontrarevoluční úloha po celém světě, zejména ve Španělsku, Francii, ve Spojených státech a ostatních „demokratických" zemích vytvořila dodatečné výjimečné světovému proletariátu obtíže a klestí cestu fašismu. „Lidová fronta" na jedné straně – fašismus na druhé to jsou poslední politické opory imperialismu v jeho boji proti proletářské revoluci.“
Trockij rozebírá i problematiku odborů, závodních výborů, sovětů, požaduje otevření vůči ženám a mládeži apod. V neposlední řadě se zabývá i analýzou charakteru Sovětského svazu. Jeho kritika byrokratizace a stalinizace strany,  a tím pádem i celého státu, zůstává po mnoho desetiletí výrazným přínosem a komponentou kritiky stalinismu. Zároveň zde však dementuje své dřívější názory o stranické byrokracii jako společenské vrstvy a dochází tedy k závěru, že se jedná o dělnický stát:
„SSSR vyšel z Říjnové revoluce jako dělnický stát. Státní vlastnictví výrobních prostředků, nutný předpoklad socialistického rozvoje, otevřel možnost rychlého růstu výrobních sil. Avšak aparát dělnického státu podlehl zároveň úplné degeneraci: přeměnil se z nástroje dělnické třídy do nástroje byrokratického násilí proti dělnické třídě a stále více jako zbraň pro sabotování hospodářství země. Byrokratizace zaostalého a izolovaného dělnického státu a přeměna byrokracie v privilegovanou kastu představovala nejpřesvědčivější vyvrácení — nejen teoretické, ale i praktické — teorie budování socialismu v jedné zemi.“
Občas se vyskytující názory, že na textu se podíleli i další trockisté, nebyly nikdy potvrzeny a v archivech Čtvrté internacionály se tento text nachází vždy jen se jménem L. D. Trockého.